# Alexeï Miller
Pour les articles homonymes, voir Miller.
Alexeï Borissovitch Miller (en russe Алексей Борисович Миллер), né le 31 janvier 1962 à Léningrad (URSS) d'un père Russe allemand, est le directeur général du groupe Gazprom depuis 2001.
Il obtient un doctorat de l'université d'État d'économie et de finances de Léningrad en 1989, avant d'y devenir chercheur.
En 2000, il est nommé vice-ministre de l'Énergie de la fédération de Russie, avant de devenir directeur général de Gazprom en 2001. Il est reconduit à ce poste pour cinq années en 2011, puis en 2016.
Depuis 2010, il est également vice-président de la Fédération de Russie de football.
En 2013, Gazprom commande spécialement pour Alexeï Miller un iPad amélioré d'une valeur de 119,7 millions de roubles. Forbes le classe 54e dans sa liste des personnalités les plus puissantes en 2015. En 2018, il se déclare satisfait de la nouvelle sanction des États-Unis appliquée à Gazprom.